# 已然形
已然形（いぜんけい）または仮定形（かていけい）とは、日本語の用言における活用形の一つ。日本語の動詞や形容詞などは語形変化を起こすが、活用形とは学校文法において語形変化後の語形を六つに分類したものであり、已然形（仮定形）はそのうちの一つである。なお已然形は文語で使われる用語であり、仮定形は現代口語で使われる用語である。

## 定義
已然とは「すでにそうした」「すでにそうなった」の意味であり、確定条件（～ので）を表す「ば」や「ども」をつけることでできる語形であるのでこの名がある。一方、口語において仮定形と名称を変えたのは、この語形をつくる「ば」の文法的機能が仮定条件を表すものに変化したからである。ちなみに文語において仮定条件を表す場合、「ば」の前は未然形であった。已然形の名は東条義門が『和語説略図』（1833年）において已然言として以来のものであり、仮定形の名は吉岡郷甫『日本口語法』（1906年）からのものである。
確定条件を表す「ば」の前で四段動詞の語末は/e/エ段音に変化し、一段動詞や二段動詞、形容詞は「れ」で終わるが、動詞の「れ」の前の母音は一段動詞は/i/か/e/、二段動詞は/u/となっている。一方、現代口語もほぼ同じ語形であるが、一段動詞の「れ」の前の母音は/e/か/i/のみになっている。また、ここでの「ば」の文法機能は仮定条件に変わっているが、形容動詞とコピュラ「だ」、「た」だけは仮定条件の「ば」の前が未然形である文語の形式を残しているため「なら」、「たら」になっている。
| 文語     | 文語         | 文語     | 文語         | 文語   | 口語         | 口語   | 口語       | 口語 |
| 品詞     | 活用の種類   | 例語     | 語形         | 語形   | 活用の種類   | 例語   | 語形       | 語形 |
| -------- | ------------ | -------- | ------------ | ------ | ------------ | ------ | ---------- | ---- |
| 動詞     | 四段活用     | 書く     | かけ         | -e     | 五段活用     | 書く   | かけ       | -e   |
| 動詞     | ラ行変格活用 | あり     | あれ         | -e     | 五段活用     | 書く   | かけ       | -e   |
| 動詞     | ナ行変格活用 | 死ぬ     | しぬれ       | -uれ   | 五段活用     | 書く   | かけ       | -e   |
| 動詞     | 下一段活用   | 蹴る     | けれ         | -eれ   | 下一段活用   | 受ける | うけれ     | -eれ |
| 動詞     | 下二段活用   | 受く     | うくれ       | -uれ   | 下一段活用   | 受ける | うけれ     | -eれ |
| 動詞     | 上一段活用   | 着る     | きれ         | -iれ   | 上一段活用   | 起きる | おきれ     | -iれ |
| 動詞     | 上二段活用   | 起く     | おくれ       | -uれ   | 上一段活用   | 起きる | おきれ     | -iれ |
| 動詞     | カ行変格活用 | 来       | くれ         | -uれ   | カ行変格活用 | 来る   | くれ       | -uれ |
| 動詞     | サ行変格活用 | す       | すれ         | -uれ   | サ行変格活用 | する   | すれ       | -uれ |
| 形容詞   | ク活用       | なし     | なけれ       | けれ   |              | ない   | なけれ     | けれ |
| 形容詞   | シク活用     | 美し     | うつくしけれ | しけれ |              | ない   | なけれ     | けれ |
| 形容動詞 | ナリ活用     | 静かなり | しずかなれ   | なれ   |              | 静かだ | しずかなら | なら |
| 形容動詞 | タリ活用     | 堂々たり | どうどうたれ | たれ   |              | 静かだ | しずかなら | なら |

## 問題点
已然形で問題になるのは、一段活用・二段活用の「れ」であり、これは本来、助詞の「ば」や「ども」の要素である。受身を表す「る・らる」を二形並記したのに対し、「ば」「ども」に関しては「ば・れば」「ども・れども」とはせず、活用形に入れた。これは係り結びで文末の一段・二段活用に「れ」が現れるのを含めて一つの語形と考えたためだろうと思われる。

## 言語学から見た已然形
形態論において語の変化しない部分は語幹と呼ばれ、それに付属することで語形に変化をもたらすとともに文法的意味を表すものを語尾と呼ぶ。これによると日本語の動詞は子音語幹動詞と母音語幹動詞に分けられる。子音語幹動詞は四段動詞・ラ変動詞・ナ変動詞のことをいい、ローマ字分析すると変化しない語幹部分は子音で終わっている。一方、母音語幹動詞は一段動詞・二段動詞である。文語において語幹母音は母音交替を起こして2通りの語形をもっているが、現代口語においては母音交替は起こらず語幹は一定である。
このように見ると、已然形とは、母音/e/で始まる語尾によって作られた語形であるといえる。つまり、子音語幹動詞には直接ついてエ段音を形成する一方、母音語幹動詞に付く場合は、母音が連続してしまうので、これを避けるために/r/が挿入される。確定条件（現代口語では仮定条件）を作るのは-(r)eba （ば）や -(r)edomo（ども）といった語尾があり、また係り結びにも-(r)eという語尾があると考えられる。例えば、「書く」であれば、kak-eba と直接接続されるが、「食べる」（口語）は tabe-reba、「起く」（文語）であれば、oku-rebaというように/r/が挿入されている。学校文法ではこのreの部分までを含めて活用形としているのである。
また形容詞・形容動詞は文語においてカリ活用やナリ活用と言われる活用をもつが、これは語幹と語尾との間に-ar-（あり）が入るものをいっている（ただし、形容詞の已然形のみ音変化して-er-となっている）。「あり」は単体では存在を表す語であるが、語尾として使われると指定・措定の文法機能を果たしている。よってその活用は子音語幹動詞「あり」と同じである。また現代口語の形容動詞の仮定形が「なら」になるのは、かつての仮定条件を表す語尾-abaを依然として用いていることによるものである。
ちなみに現代口語で子音語幹動詞（五段動詞）のみに「書ける kak-e-ru」といったような可能動詞が作られるが、これは語尾-e-によるものである。この語尾により可能動詞は母音語幹動詞（一段動詞）に変わっている。これに/r/を挿入して「食べれる tabe-re-ru」というようになったのが、いわゆる「ら抜き言葉」であり、受身・尊敬・可能・自発を表す語尾-(r)are-から見れば、確かに「ら抜き」と言えるが、これが語尾-e-から類推して作られたものだとすれば、実は「r入り言葉」なのである。